# Bóg wojny
Bóg wojny (lub Pani Walewska) – polsko-francuski, niemy, czarno-biały dramat z 1914 roku w reżyserii Aleksandra Hertza. Film nie zachował się do dziś.

## Obsada
- Stefan Jaracz – Napoleon Bonaparte
- Maria Dulęba – Maria Walewska
- Bronisław Oranowski – Józef Poniatowski